# Кристиан Карл фон Ербах-Фюрстенау
Кристиан Карл Август Албрехт фон Ербах-Фюрстенау (на немски: Christian Karl August Albreht zu Erbach-Fürstenau; * 18 септември 1757 в дворец Фюрстенау; † 10 май 1803 в дворец Фюрстенау в Михелщат) е граф на Ербах-Фюрстенау, господар на Бройберг и пруски генерал-майор (1797).
Той е вторият син на граф Георг Албрехт III фон Ербах-Фюрстенау (1731 – 1778) и съпругата му принцеса Йозефа Еберхардина Адолфа Вилхелмина фон Шварцбург-Зондерсхаузен (1737 – 1788), дъщеря на принц Христиан фон Шварцбург-Зондерсхаузен (1700 – 1749) и принцеса София Христина Еберхардина фон Анхалт-Бернбург-Шаумбург-Хойм (1710 – 1784). Брат е на Фридрих Август фон Ербах-Фюрстенау (1754 – 1784), Георг Егинхард (1764 – 1801) и Лудвиг (1765 – 1775).

## Фамилия
Кристиан Карл се жени на 25 юли 1786 г. в Хайлброн за графиня Доротея Луиза Мариана фон Дегенфелд-Шонбург (* 12 март 1765 в Щутгарт; † 14 декември 1827 във Фюрстенау), дъщеря на полковник Август Кристоф фон Дегенфелд-Шонбург (1730 – 1814) и Фридерика Хелена Елизабет, баронеса фон Ридезел. Те имат децата:
- Албрехт Август Лудвиг (1787 – 1851), граф на Ербах-Фюрстенау, женен на 26 юни 1810 г. в Йоринген за принцеса Луиза София Емилия фон Хоенлое-Нойенщайн-Ингелфинген (1788 – 1859)
- Вилхелм Лудвиг Фридрих (1788 – 1865), австрийски императорски кемерер
- София Албертина Каролина (*/† 1790)
- Аделхайд (1795 – 1858), омъжена на 30 януари 1827 във Фюрстенау за княз Волфганг Ернст III фон Изенбург (1798 – 1866), син на княз Карл фон Изенбург-Бирщайн
- Анна София (1796 – 1845), омъжена на 6 януари 1818 във Фюрстенау за граф Карл II фон Ербах-Ербах (1782 – 1832), син на граф Франц фон Ербах-Ербах